# Motu (geografia)

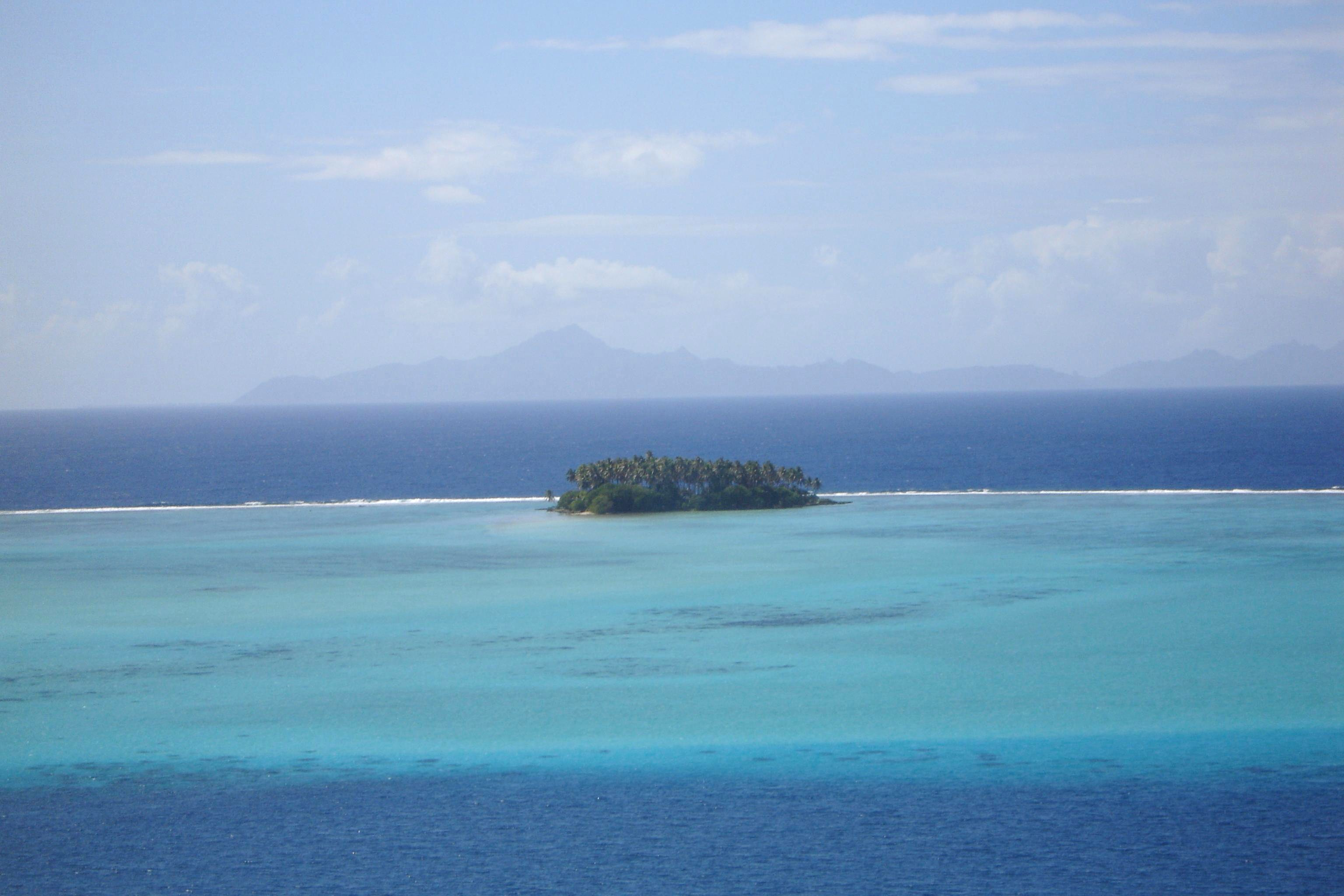
Motu a sud di Raiatea nella Polinesia francese

La parola motu nelle lingue polinesiane significa 'isola' ed è usata anche per definire un rilievo sabbioso sul livello dell'oceano, con un'altezza che va da poche decine di centimetri fino a qualche metro, sul margine delle barriere coralline.

## Descrizione
Abitualmente il motu è coperto da palme da cocco e mangrovie, ed è abitato da uccelli e granchi di sabbia. I motu che si trovano nelle isole più frequentate dai turisti ospitano alberghi lussuosi o piccoli resort. Raramente sono abitati dagli indigeni, per il pericolo di mareggiate improvvise. Nelle Isole Cook, i motu possono costituire unità amministrative (di terzo livello).

## Etimologia
In idioma rapanui dell'Isola di Pasqua, i motu sono gli isolotti di origine vulcanica che si trovano in prossimità della costa.